# Neurigona uralensis
Neurigona uralensis är en tvåvingeart som beskrevs av Becker 1918. Neurigona uralensis ingår i släktet Neurigona och familjen styltflugor. Inga underarter finns listade i Catalogue of Life.